# Староанглійська бійцівська
Староанглі́йська бійці́вська (англ. Old English Game) — британська порода домашній курей, що першопочатково була виведена для півнячих боїв. Птахівничий клуб Великої Британії розрізняє два стандарти староанглійської бійцівської породи: карлайлську та оксфордську. Окрім того існують староанглійські бійцівські бентамки.
Згідно з даними 2007 року, порода не перебуває під ризиком існування.

## Особливості породи
Кури староанглійської бійцівської породи мають широке розмаїття забарвлення. Американська птахівнича асоціація розрізняє 28 варіантів, тоді як Європейська асоціація птахівництва та кролівництва — аж 33. У Британії тринадцять кольорів є характерними для карлайлського типу і тридцять для оксфордського. У цих птахів струнка постава, однак міцні та сильні ноги. Гребінь та сережки невеликого розміру.
Після заборони півнячих боїв у 1849 році, курей староанглійської бійцівської породи тримали здебільшого заради виставок. Яйценосність цієї породи відносно мала — кури відкладають всього лиш близько 40 злегка пігментованих яєць на рік. Староанглійська бійцівська — не найкращий вибір для тих, хто лише починає розводити курей. Ці птахи активні, потребують багато простору, люблять нишпорити у пошуках їжі та зазвичай досить голосні. Вони не люблять бути замкненими та досить агресивно поводяться щодо інших порід курей, через що їх не рекомендують утримувати у змішаних зграях.
Квочки активно та агресивно захищають курчат від будь-яких зовнішніх загроз. Самці часом можуть прийняти виводок та допомагати у вихованні курчат. Ця особливість практично не зустрічається у інших пород курей.